# Güterschuppen

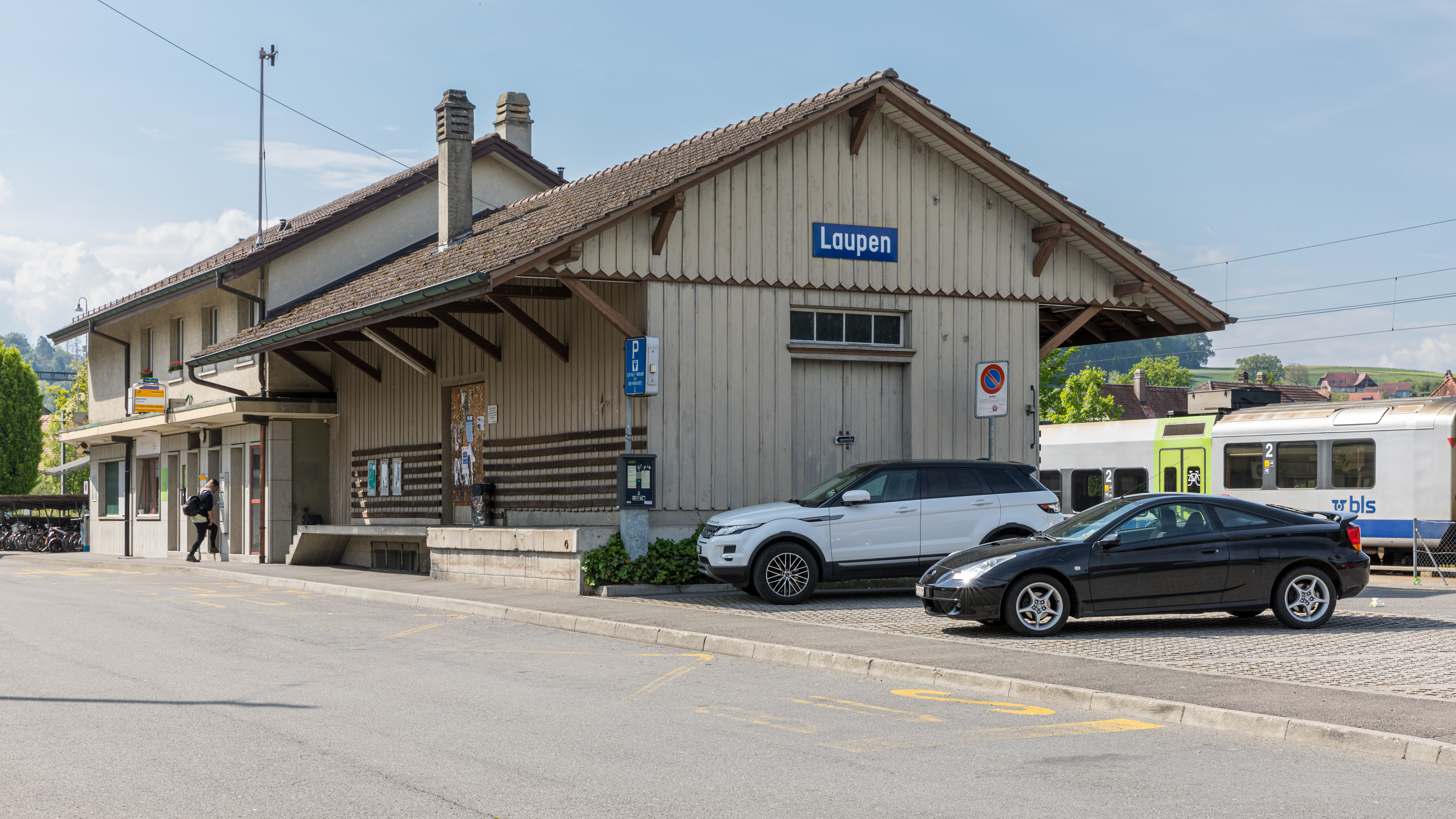
Güterschuppen am Empfangsgebäude des Bahnhofs Laupen

Der Güterschuppen, auch Güterhalle, Güterboden, Ladehalle oder in Österreich Frachtenmagazin beziehungsweise Gütermagazin, dient zur vorübergehenden Unterbringung von Stückgütern bei ihrem Übergang zwischen der Straße und der Eisenbahn oder einem von beiden und dem Schiff. Massengüter werden dagegen in speziell dafür gebauten Anlagen oder an der Ladestraße umgeschlagen. Güterschuppen sind in der Regel Teil eines auch für Personenverkehr genutzten Bahnhofs; ein Güterbahnhof ist hingegen ein eigener Bahnhof speziell für Güterverkehr.

## Aufbau und Nutzung
Kleine Güterschuppen befinden sich zumeist seitlich am Empfangsgebäude, während größere Güterschuppen meist alleinstehende Gebäude sind. Oftmals ist auch noch eine Laderampe an den Güterschuppen angebaut. Der Güterschuppen ist durch ein Gleis auf der einen und durch eine Straße auf der anderen Seite erschlossen, seltener führen auch Gleise direkt in das Innere des Gebäudes. Zur Erleichterung des Umschlags befindet sich der Boden des Güterschuppens auf der Höhe des Bodens der Straßenfahrzeuge bzw. Eisenbahnwagen.
Der Güterschuppen beherbergte früher die Güterexpedition, hier konnte jeder seine Güter aufgeben und auch abholen; hier wurden die Güter aufgegeben, die für den Posttransport zu schwer waren. Entsprechend wichtig waren sie vor dem Aufkommen der Lastwagen für die örtliche Wirtschaft, da sie den Warenfluss eigentlich erst in Gang brachten. Allerdings wurde meist nur Stückgut angenommen, auch deshalb, weil die Ware unterwegs in der Regel mehrmals umgeladen werden musste. Doch diese Art des Umschlags war personalintensiv; die notwendige Rationalisierung nach dem Zweiten Weltkrieg führte unter anderem dazu, dass 1961 die Europoolpalette eingeführt wurde. Dies erleichterte zwar den Umschlag, doch gerade das mehrmalige Umladen während des Transportes blieb.
Durch Umorganisation und Verlagerung des Stückgutverkehrs auf die Straße sowie das Aufkommen von Containern und anderen Formen des kombinierten Ladungsverkehrs, der einen wesentlich effizienteren Umschlag zwischen Straße, Schiene und Schiff ermöglicht, sind heute fast alle Güterschuppen stillgelegt. Vereinzelt wurden die Güterschuppen von Firmen übernommen und als Gleisanschluss benutzt. Diese Weiterverwendung ist allerdings durch Streichung der Bedienung etlicher Bahnhöfe auch selten geworden, da die Frachtmenge bei solchen Kunden meist als zu gering angesehen wird. Die meisten Güterschuppen wurden abgebrochen, werden für verschiedene andere Zwecke genutzt oder stehen leer. Ein Beispiel für eine kulturelle Nachnutzung (Museum) ist der ehemalige Güterschuppen der königlich-sächsischen Staatseisenbahn in Chemnitz-Hilbersdorf (Schauplatz Eisenbahn).